# Salon international de l'automobile de Montréal
Le Salon international de l'automobile de Montréal est un salon automobile fondé en 1914, par La Corporation des concessionnaires d’automobiles de Montréal. Le SIAM est aujourd’hui le plus important salon automobile au Québec avec plus de 600 véhicules en exposition et près de 200 000 visiteurs annuellement. Le Salon est organisé annuellement depuis 1969 à Montréal par la Corporation des concessionnaires automobiles de Montréal. En 2011, la 43e édition du salon a attiré 207 208 visiteurs au Palais des congrès de Montréal. L'année 2019 a marqué un record en ce qui concerne le nombre de véhicules électriques présent au Salon, autant en exposition qu'en essais routiers. Le samedi 26 janvier, le Salon a battu un record de plusieurs années avec 37 554 visiteurs durant la journée. 
La prochaine édition du Salon se tiendra du 20 au 29 janvier 2023.